# Hardy Nickerson
Hardy Otto Nickerson (Compton, 1º settembre 1965) è un ex giocatore di football americano statunitense che ha giocato nel ruolo di linebacker nella National Football League (NFL). Fu scelto nel corso del quinto giro (122º assoluto) del Draft NFL 1987 dai Pittsburgh Steelers. Al college ha giocato a football coi California Golden Bears.

## Carriera professionistica
Nickerson fu scelto nel corso del quinto giro del Draft 1987 dai Pittsburgh Steelers, con cui rimase fino al 1992. Le stagioni migliori della carriera le passò però ai Tampa Bay Buccaneers, venendo convocato per cinque Pro Bowl in sei anni, tra il 1993 e il 1993. Le ultime stagione della carriera, Nickerson le passò con Jacksonville Jaguars e Green Bay Packers. Il 23 febbraio 2007 fu nominato allenatore dei linebacker dei Chicago Bears del suo ex allenatore Lovie Smith. L'8 gennaio 2008 rassegnò le proprie dimissioni per motivi familiari.

## Palmarès
- (5) Pro Bowl (1993, 1996, 1997, 1998, 1999)
- (4) All-Pro (1993, 1996, 1997, 1999)
- Formazione ideale della NFL degli anni 1990

## Statistiche
| Tackle     | 1.586 |
| Sack       | 21,0  |
| Intercetti | 12    |